# Cachoeira do Arari
Cachoeira do Arari es un municipio brasileño del estado de Pará, creado junto a la parroquia de Nuestra Señora de la Concepción de la Cascada del río Arari en 1747.

## Geografía
Se localiza a una latitud 01º00'41" sur y a una longitud 48º57'48" oeste, estando a una altitud de 20 metros. Su población estimada en 2004 era de 17 127 habitantes.
Posee un área de 3116,399 km².